# Dominikhašek (planetka)
(8217) Dominikhašek je planetka nacházející se v hlavním pásu asteroidů. Objevili ji čeští astronomové Petr Pravec a Lenka Šarounová 27. srpna 1997. Byla pojmenována podle českého hokejového brankáře Dominika Haška. Kolem Slunce oběhne jednou za 3,37 let.